# うちぬき

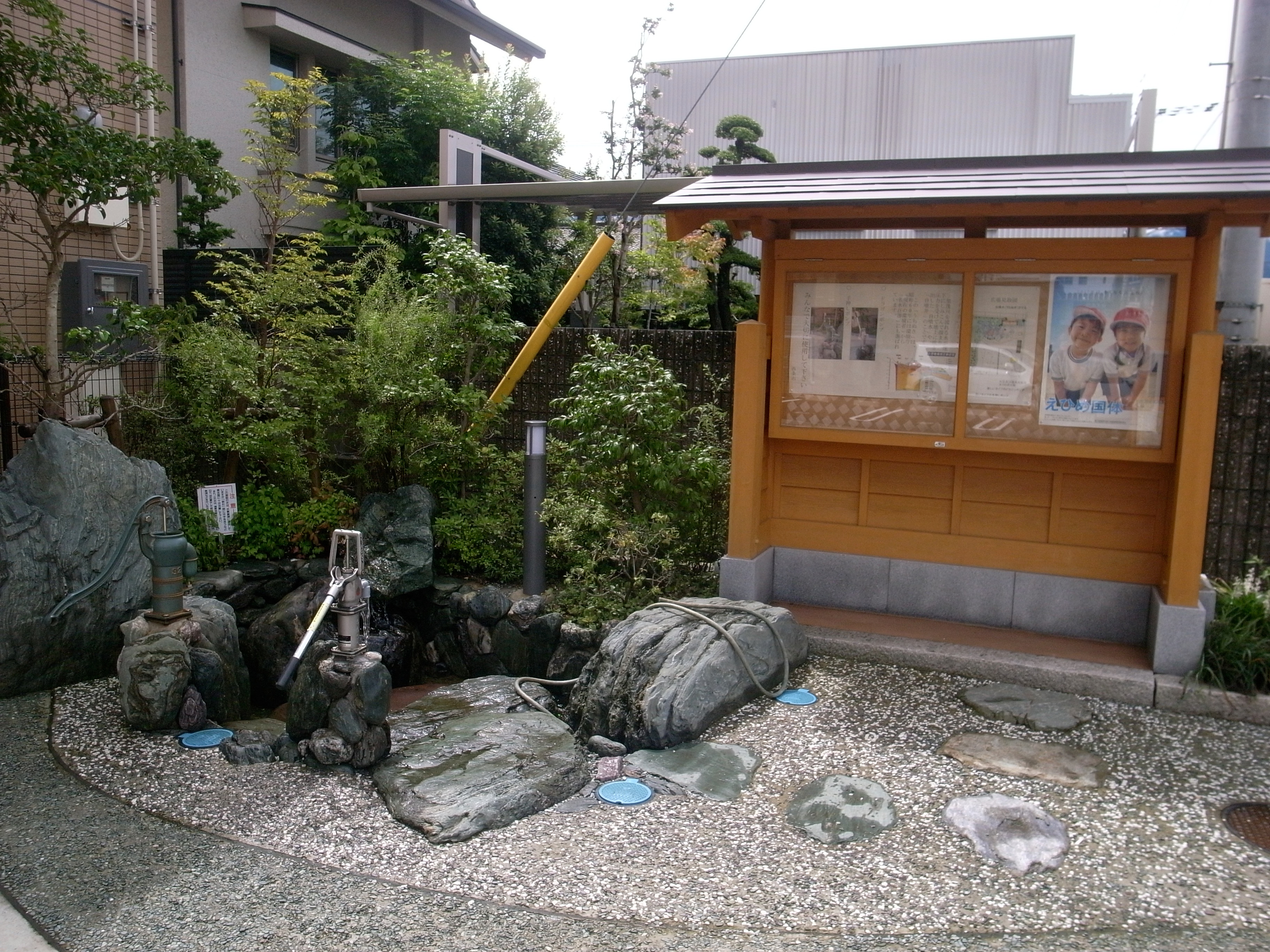
西条市にあるうちぬきの一つ。右側の井戸から、ポンプを使わずとも水が噴出している。

うちぬきは、愛媛県西条市の旧西条市一帯に豊富に存在する地下水の自噴井である。昭和60年に名水百選にも選ばれている。

## 概要
石鎚山系のふもとにある西条市はその恩恵により古来より地下水が豊富で、日本でも希有な地下水の自噴地帯となっている。自噴井は現在確認されているだけでも約2000箇所あり、湧出量は一日あたり90000立方メートルに達する。大変浅い所からも自噴する特徴があり、場所によっては水管をさすだけで湧き出る。これによって市民は生活用水を簡単に得ることができ、「水の都・西条」と言われている。全国利き水大会で2連続（平成7、8年）「日本一おいしい水」に選ばれた。
自噴領域は、西条市役所や伊予西条駅を中心とした旧西条市市街地から海岸方向、石鎚山駅北方の加茂川左岸から河口にかけての地域が主たるものであるが、他にも自噴地は多く、自噴せずとも家庭用の電動式井戸ポンプで汲み上げられる程度の浅井戸で十分な水質の水が得られる地域が多い。
概して、海に近づくと自噴水に塩分が混じるようになる傾向があるが、例外もある。市役所北方2km弱の海岸にある湧水「弘法水」はもともと干潮時のみ露出する海底から良質の真水が湧出していたもので、現在は周囲が埋め立てられて陸地になったものの、依然海岸至近の真水湧出地である。
西条市街地の湧水はあまりにも豊富で生活・産業用の水需要を十分に満たせるため、中心市街地等については公共下水道は整備されているが、上水道は整備されない「計画外区域」となっている（このようなケースは日本全国の自治体でも稀有である）。「平成の大合併」を迎える以前の1991年に旧・西条市が調査した「西条市生活文化史」によれば、当時の西条市における1万9000戸のうち75%が「うちぬき」の恩恵を受けていたという。
ただし、西条市にも「うちぬき」の水を得られない区域や、地下水に塩分の混じる区域は多数存在し、市の水道局が上水道供給を行っている。さらに1995年の阪神・淡路大震災を機に、地震等の地殻変動によって莫大な湧水が止まってしまう危険などを考慮し、市の単独予算で地質学や地下水流の調査・研究を行って、湧水資源の維持を図っている。2009年5月の渇水では、地下水位が低下し一部の自噴が止まるなどの影響がでた。
2011年「「水」と「芸術文化」でまちづくりと人づくり」として平成23年度国土交通省手づくり郷土賞受賞。

## 主な自噴地
- JR伊予西条駅 駅前広場
- うちぬき広場
- 弘法水

- 伊予西条駅構内にかつてあったうちぬき
- うちぬき「弘法水」
- うちぬき「御神水」